# The Jane Doe Identity
Pour les articles homonymes, voir Jane Doe (homonymie) et Doe.
Pour plus de détails, voir Fiche technique et Distribution.
The Jane Doe Identity (The Autopsy of Jane Doe) est un film d'horreur américain réalisé par André Øvredal, sorti en 2016.

## Synopsis
Tommy Tilden et son fils Austin sont médecins-légistes dans la morgue locale d'une petite ville. Un soir, le sheriff leur amène le cadavre d'une jeune femme à l'identité inconnue, surnommée « Jane Doe ». Ils décident de mener leur enquête pour connaître son histoire et la raison de sa mort.

## Fiche technique
- Titre original : The Autopsy of Jane Doe
- Titre français : The Jane Doe Identity
- Réalisation : André Øvredal
- Scénario : Ian Goldberg et Richard Naing
- Costumes : Natalie Ward
- Photographie : Roman Osin
- Montage : Peter Gvozdas
- Musique : Danny Bensi et Saunder Jurriaans
- Production : Fred Berger, Eric Garcia, Ben Pugh et Rory Aitken
- Sociétés de production : 42, IM Global, Impostor Pictures
- Sociétés de distribution : IFC Films (États-Unis), Wild Bunch (France)
- Pays de production :  États-Unis,  Royaume-Uni
- Langue originale : anglais
- Format : couleur
- Genre : horreur
- Durée : 86 minutes
- Dates de sortie :
  - Canada : 9 septembre 2016 (Festival international du film de Toronto)
  - États-Unis : 23 septembre 2016 (Austin Fantastic Fest) ; 21 décembre 2016
  - France : 31 mai 2017
- Classification :
  - États-Unis : R (interdit aux moins de 17 ans non accompagnées)
  - France : Interdit aux moins de 12 ans avec avertissement lors de sa sortie en salles et aux moins de 16 ans à la télévision

## Distribution
- Emile Hirsch (VFB : Maxime Donnay) : Austin Tilden
- Brian Cox (VFB : Patrick Descamps) : Tommy Tilden
- Ophelia Lovibond (VFB : Mélanie Dermont) : Emma
- Michael McElhatton (VFB : Philippe Résimont) : le shérif Sheldon Burke
- Olwen Kelly : Jane Doe
- Parker Sawyers : l'officier Cole
- Jane Perry : le lieutenant Wade
- Yves O'Hara : l'adjoint Ballard (non crédité)
- Mark Phoenix : Louis Tannis

## Production
Le réalisateur André Øvredal cite Conjuring : Les Dossiers Warren comme sa principale inspiration pour mettre en scène un film d'horreur classique, un retour aux sources bienvenu. Le scénario du film figurait sur The Black List d'Hollywood.
Martin Sheen devait incarner le père médecin-légiste, finalement remplacé par Brian Cox.

## Accueil

### Box-office
Le film a rapporté 6 156 500 de dollars au box-office mondial. En France, il a réalisé 189 323 entrées.

### Critique
Le film reçoit un accueil globalement favorable, recueillant 86 % de critiques positives, avec une note moyenne de 6,8/10 et sur la base de 94 critiques collectées, sur le site internet Rotten Tomatoes. Sur Metacritic, il obtient un score de 65/100 sur la base de 20 critiques collectées.

## Distinctions

### Récompenses
- Austin Fantastic Fest 2016 : prix du meilleur film
- Festival international du film de Catalogne 2016 : prix spécial du jury

### Nominations
- Saturn Award du meilleur film d'horreur 2017
- Empire Award du meilleur film d'horreur 2018

## Sorties
Une l'édition spéciale canadienne en Blu-ray de The Jane Doe Identity contient comme bonus le court métrage primé Tunnelen du même réalisateur.